# Sandy Park
Sandy Park es un estadio de rugby y centro de conferencias y banquetes en Exeter, Inglaterra, Reino Unido. Es el campo local de Exeter Chiefs, que desde la temporada 2010-11 ha estado jugando en el Aviva Premiership, la máxima categoría del sistema de la liga de rugby Inglés. El club se trasladó allí desde su antiguo estadio en el County Ground en 2006. El estadio puede albergar 15 600 espectadores y está ubicado junto al M5 salida 30, que es de alrededor de 5 millas de Exeter City Centre.
Sandy Park es una de las trece sedes que albergaron partidos de la Copa Mundial 2015 de Rugby. Tres partidos de la Zona C y D: Tonga vs. Namibia, Namibia vs. Georgia, e Italia vs. Rumanía.
Sandy Park fue sede de los sajones de Inglaterra vs. Irlanda Wolfhounds el 28 de enero de 2012; los sajones de Inglaterra ganó 23-17.